# Batrachotetrix hemiptera
Batrachotetrix hemiptera är en insektsart som beskrevs av Boris Petrovich Uvarov 1931. Batrachotetrix hemiptera ingår i släktet Batrachotetrix och familjen Pamphagidae. Inga underarter finns listade i Catalogue of Life.